# Michail Bezrodnyj
Michail Bezrodnyj (russisch Михаил Владимирович Безродный / Michail Wladimirowitsch Besrodny; * 16. Februar 1957 in Leningrad; † 18. November 2023 in Heidelberg) war ein russischsprachiger Literaturwissenschaftler und Literat.

## Biographie
Michail Bezrodnyj wurde am 16. Februar 1957 in Leningrad geboren. Nach erfolgreichem Abschluss seiner Schulausbildung studierte er von 1974 bis 1977 unter anderem bei Juri Michailowitsch Lotman an der Universität Tartu. Danach absolvierte er von 1977 bis 1979 den Militärdienst im Militärdistrikt Transbaikal, ehe er von 1979 bis 1991 in der Russischen Nationalbibliothek in seiner Geburtsstadt arbeitete. Parallel dazu schloss er im Jahr 1982 die Ausbildung am Staatlichen Pädagogischen Herzen-Institut Leningrad ab und verteidigte 1991 seine Dissertation zum Werk Alexander Alexandrowitsch Bloks an der Universität Tartu, ehe er im Folgejahr nach Deutschland emigrierte. Er war Stipendiat der Deutschen Forschungsgemeinschaft, der Harvard University sowie der Estnischen Stiftung für den semiotischen Nachlass. Bezrodnyj  arbeitete im Berliner Leibniz-Zentrum für Literatur- und Kulturforschung und an den Universitäten München, Tübingen, Mannheim und Mainz. Von 2003 bis zu seiner Pensionierung unterrichtete er am Slavischen Institut der Universität Heidelberg. Neben seiner intensiven Forschungstätigkeit im Bereich der Russistik, die in zahlreichen Publikationen resultierte, war er zudem selbst als Schriftsteller aktiv.
Kurz nach seiner Pensionierung starb Bezrodnyj 66-jährig in Heidelberg.

## Wissenschaftliche und literarische Interessen
Artikel (seit 1977) zur Geschichte der Literatur (Puschkin, Gogol, Wjatscheslaw Iwanow, Remisow, Blok, Andrei Bely, Tschukowski, Chodassewitsch, Pasternak, Mandelstam, Bulgakow, Zwetajewa, Majakowski, Tynjanow, Nabokov u. a.) und zur Geschichte des Buchwesens (zum Verlag „Musaget“ u. a.); Übersetzungen aus dem Estnischen und dem Deutschen.
Für sein Prosa Konec citaty (1996) erhielt Bezrodnyj unter anderem den Kleinen russischen Booker-Preis sowie den Andrej-Sinjavskij-Literaturpreis verliehen.

## Bücher
- Konec citaty. Verlag Ivan Limbach, 1996, ISBN 5-89059-005-7 (Little Booker Prize, Andrej-Sinjavskij-Literaturpreis)[1][2][3]
- Piši propalo. Verlag „Tabula rasa“, 2003, ISBN 5-901528-05-0[4][5][6]
- Raduga i os'minog. Verlag „Tabula rasa“, 2016, ISBN 978-3-00-053706-6[7]
- Korob tretij. Verlag „Tabula rasa“, 2019, ISBN 978-5-901528-76-1[8]